# Jaguar C-X75
Der Jaguar C-X75 ist ein hybridelektrisches Konzeptfahrzeug des britischen Automobilherstellers Jaguar. Der Sportwagen wurde anlässlich des 75. Firmenjubiläums vorgestellt.

## Fahrzeugtechnik
Der Jaguar C-X75 wird von vier, je 50 kg wiegenden elektrischen Radnabenmotoren angetrieben, die zusammen 572 kW (778 PS) leisten und ein maximales Drehmoment von 1578 lb-ft (2139 Nm) abgeben. Die Lithium-Ionen-Akkumulatorenbatterie wiegt 185 kg und speichert 15 kWh. Zwei dieselbetriebene Mikrogasturbinen von Bladon Jets mit je 95 bhp (71 kW) erzeugen Strom und dienen so als Reichweitenverlängerer. Rein elektrisch kommt der Wagen 70 Meilen (113 km) weit.
Im Mai 2011 kündigte Jaguar an, von 2013 bis 2015 eine limitierte Produktionsreihe des Jaguar C-X75 mit einem aufgeladenen Ottomotor statt der Gasturbinen entwickeln zu wollen. Je ein Elektromotor sollte Vorder- und Hinterachse antreiben. Der Preis des Plug-in-Hybriden wurde auf etwa 700.000–900.000 Pfund Sterling (umgerechnet ca. 960.000–1.230.000 Euro) geschätzt, abhängig von Steuern und dem lokalen Markt. Es wurden maximal 250 Autos in Kooperation mit dem Formel-1-Team Williams F1 geplant. Die erwartete vollelektrische Reichweite der Produktionsversion betrug 50 km. Im Dezember 2012 kündigte der Automobilhersteller an, das Projekt wegen der andauernden Wirtschaftskrise abzubrechen.

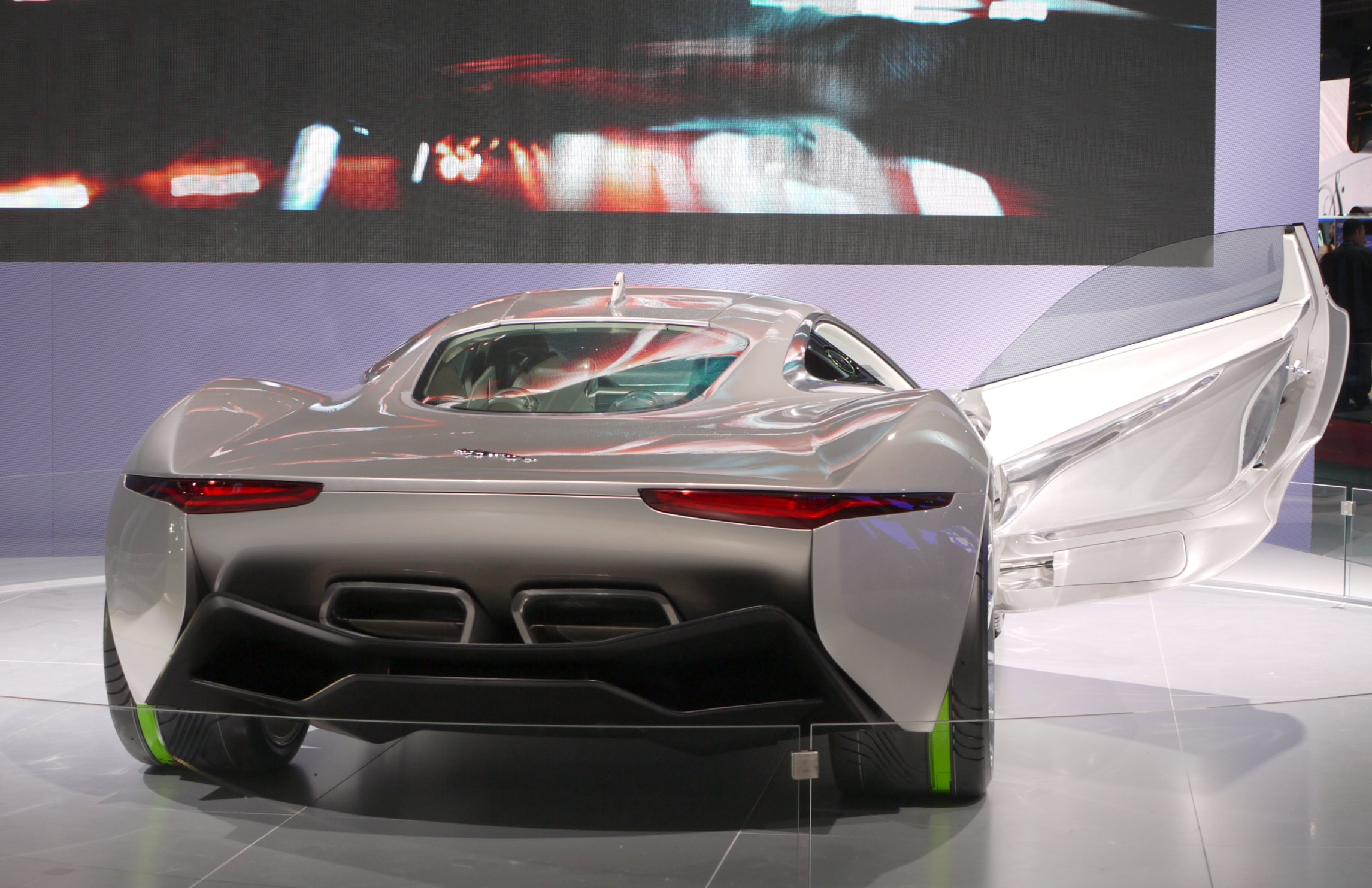
Heckansicht
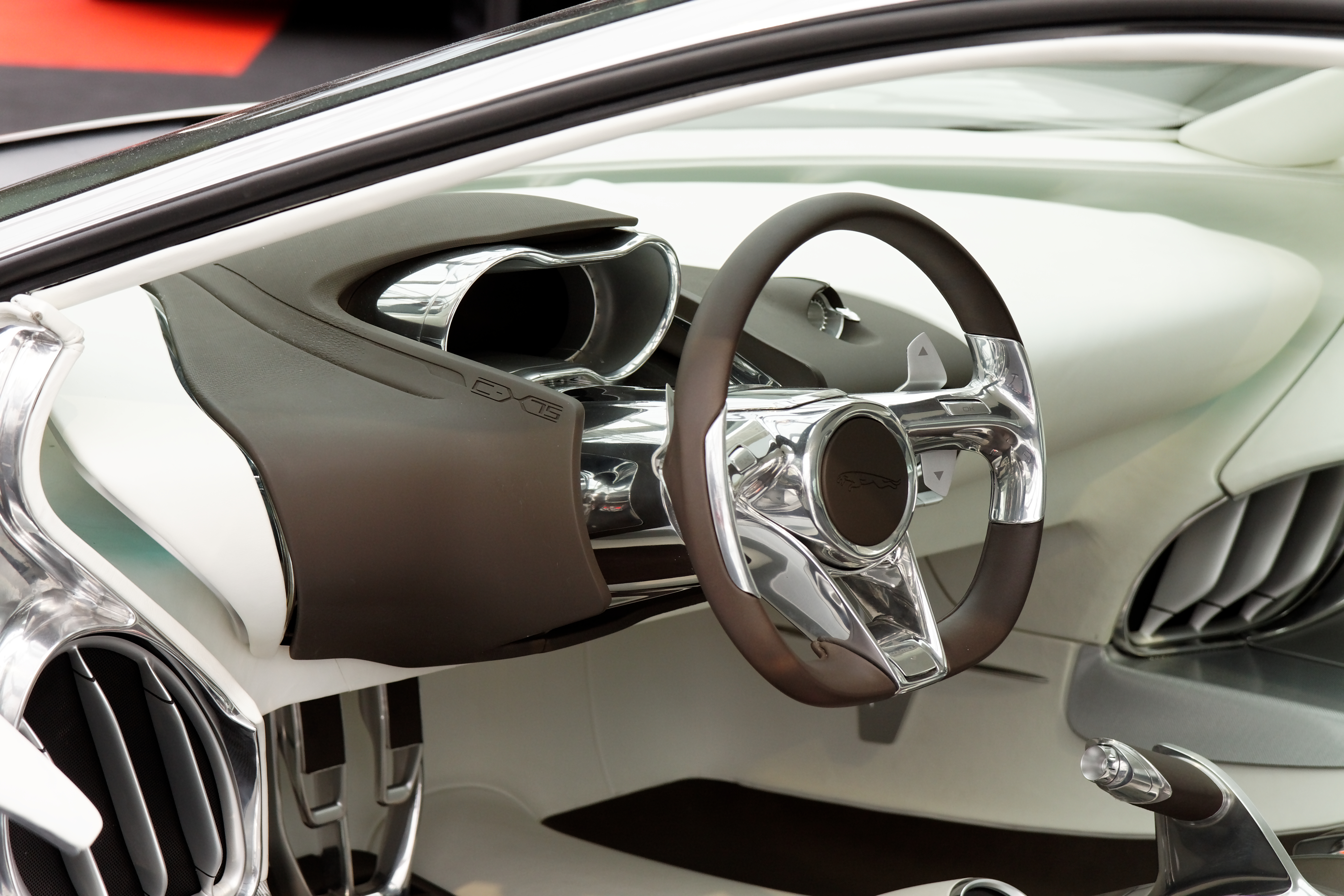
Interieur
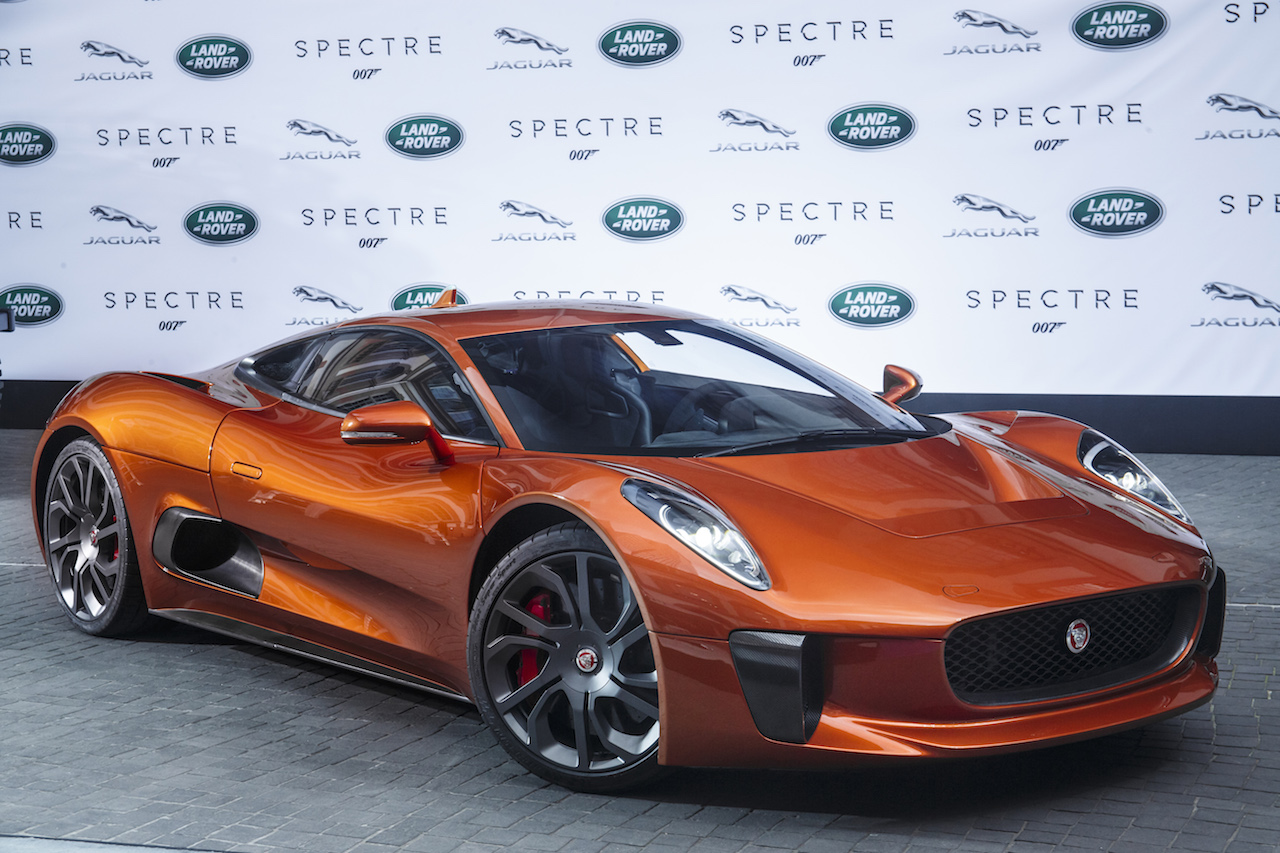
Jaguar C-X75 aus Spectre

## C-X75 im Film
Der Jaguar C-X75 war im 2015 erschienenen 24. James-Bond-Film Spectre in einer Verfolgungsjagd durch Rom als Auto des Gegenspielers Mr. Hinx zu sehen. Jaguar lieferte sieben Fahrzeuge an die Filmproduzenten aus. Obwohl sie dem Jaguar C-X75 sehr ähnlich sehen, stehen sie in keinem Zusammenhang mit dem Konzept von Jaguar. Laut dem Chef der JLR Special Vehicle Operations, John Edwards, sind die Fahrzeuge um einen Rohrrahmen herum gebaut, um die Strapazen der Stuntaufnahmen zu überstehen. Fünf der Autos waren fahrtauglich und von einem 550 PS starken 5,0 Liter-AJ-V8 aus dem Jaguar F-Type SVR angetrieben. Darüber hinaus wurden die Fahrzeuge mit Fahrwerkskomponenten aus der Rallye-Version des Porsche 911 GT3 Cup und sequentiellen 7-Gang-Getrieben aus dem McLaren 650S GT3 ausgestattet. Zwei davon mit vollständigem Cockpit für Nahaufnahmen. Zu der Anzahl der Fahrzeuge, welche die Aufnahmen überstanden haben, existieren unterschiedliche Angaben. Teilweise wird angegeben, dass die sieben gelieferten Fahrzeuge die Aufnahmen überstanden haben, während andere Quellen angeben, dass eines der fünf fahrtauglichen Autos zerstört wurde. Später baute das Unternehmen des ehemaligen Jaguar-Chefdesigners Ian Callum auf Kundenwunsch zwei Fahrzeuge für die Erlangung einer britischen Straßenzulassung nach den Regeln der Individual Vehicle Approval um. Die Fahrzeuge wurden im Abstand von mehreren Jahren umgebaut und unterscheiden sich erheblich.